# آپه، لتونی
آپه، لتونی (به لاتین: Ape, Latvia) یک شهرک در لتونی با جمعیت ۱٬۸۵۷ نفر است که در Ape municipality واقع شده‌است.